# نریمان‌آباد، لنکران
نریمان‌آباد (به لاتین: Nərimanabad) یک منطقهٔ مسکونی در جمهوری آذربایجان است که در شهرستان لنکران واقع شده‌است. نریمان‌آباد ۴٬۸۷۶ نفر جمعیت دارد.